# Ennica Mukomberanwa
Ennica Mukomberanwa (sinh năm 1978) là một nhà điêu khắc Zimbabwe. Là con gái của Grace Mukomberanwa và Nicholas Mukomberanwa, cô được đào tạo bởi thế hệ đầu tiên của các nghệ sĩ điêu khắc nước này. Tác phẩm của cô được trưng bày trong các bộ sưu tập cá nhân và tại các phòng trưng bày trên khắp thế giới. Cô là một nhà điêu khắc Zimbabwe thế hệ thứ ba đoạt giải thưởng. Năm 2004, cô được trao giải thưởng cho phép cô đi đến Stockholm, Copenhagen, Scotland và Canada. Cô là thành viên của gia đình điêu khắc Mukomberanwa. Cô là con gái của Grace Mukomberanwa và Nicholas Mukomberanwa, người từng là cố vấn cho cô. Cô là em gái của các nhà điêu khắc Anderson, Netsai, Taguma, Tendai Mukomberanwa và Lawrence Mukomberanwa, và em họ của Nesbert Mukomberanwa.

## Nghề nghiệp
Công việc của cô tập trung vào văn hóa Shona và cô chủ yếu tạo ra các bức tượng nhỏ mặc dù cô cũng đã tạo ra nhiều bức tượng lớn hơn. Cô là một trong những nghệ sĩ nổi bật tại Hội nghị chuyên đề Điêu khắc Quốc tế do Viện Nghệ thuật Andres ở New Hampshire tổ chức vào năm 2014, nơi cô điêu khắc với đá granite. Môn học trong trường của cô là giáo dục và quản trị nhân sự.

## Giải thưởng
- "The Fisherman" – Best Sculptor on Show, National Gallery of Art, Zimbabwe 2005[6]
- Nữ nghệ sĩ Zimbabwe của năm" – 2004